# Kállai R. Gábor
Kállai R. Gábor (Budapest, 1953. november 6. –) író, jogász, filozófus, egyetemi oktató (főiskolai tanár).

## Életpálya
1972-ben érettségizett a budapesti Veres Pálné Gimnáziumban. 1978-ban végzett az ELTE Állam- és Jogtudományi Karán, majd 1982-ben az ELTE Bölcsészettudományi Karán, filozófia szakon. PhD-fokozatot a kolozsvári Babeș–Bolyai Tudományegyetemen szerzett 2012-ben.
1982–2003 között a Kossuth Lajos Katonai Főiskolán és a jogutód intézményekben (ZMNE Kossuth Lajos Főiskolai Kar; ZMNE Társadalomtudományi Intézet) tanított filozófiát. 2004-től a Zsigmond Király Főiskolán, majd jogutód intézményeiben – Zsigmond Király Egyetem, Milton Friedman Egyetem – tanít jogot és filozófiát.
1992-től a Criticai Lapok szerkesztője, 2000-től az Eszmélet szerkesztője, majd a tanácsadó testület tagja.

## Művei
- A nótárius és a nyolc pisztolygolyó (ifjúsági-történelmi regény) Móra Kiadó, 1987
- Tíz perc késés (bűnügyi regény), Laude Kiadó, 1989
- Generális a lőporos hordón (ifjúsági-történelmi regény), Móra Kiadó, 1992
- Antiquar No.44. (színmű), Szombat, 1995. december
- Csak a fejét! (Geoffrey R. Killery), (bűnügyi regény), Tertia Kiadó, 1997
- Kafkológia (Esszékötet Franz Kafka állattörténeteiről), Criticai Lapok Könyvek No.1., 1997[2]
- Egy váltócédula története – Életképféle a Jókai házból (dokumentumjáték), bemutató:  Criticai Lapok est a Merlinben, 1997. május 2.
- Utazás Emillel (regény), Kávé Kiadó, Cappuccino könyvek, 1998
- Klapka-mars (dokumentumjáték), bemutató: Balatonfüred, Jókai Napok, 1998. május 8.
- Prágai kóborló (novellák), Kávé Kiadó, 1999
- Hol kizárnak, hol bezárnak (dokumentumjáték), bemutató: Balatonfüred, Jókai Napok, 1999. május 7.
- Ezüstlakodalom – Ne vígy a kísértésbe, mert ott találok maradni (dokumentumjáték), bemutató:  Balatonfüred, Jókai Napok, 2000. május 19.
- Krakkói gyors (regény), Kávé Kiadó, 2001
- A bölcsesség fekete itala (ifjúsági-történelmi regény), Kávé Kiadó, 2001
- Helikoni udvarház, avagy múzsai látomány Berzsenyi Dániel niklai udvarházában (dokumentumjáték), bemutató: Petőfi Irodalmi Múzeum, 2001. december 10.
- Kafkománia – Irodában, Nyaralás (egyfelvonásos színművek), Criticai Lapok, 2003/7-8.
- Kafkománia (esszékötet), Criticai Lapok-könyvek № 3. 2004[2]
- Elvtársalgó (regény), Új Mandátum Kiadó, 2006
- A vámkisasszony (monodráma), ősbemutató: Zsámbéki Színházi Bázis, 2015. augusztus 2.
- Franz Kafka rejtőzködő filozófiája (esszékötet), Typotop, 2018
- A kalózkirály jelzőtornya, avagy a Balaton nem az Óceán (ifjúsági-történelmi regény), Fekete Sas Kiadó, 2018

### Kötetben
- Roj Medvegyev: Hruscsov (versfordítások), Laude Kiadó, 1989
- Rudolf császár kutyája, ÉS antológia 95., Pesti Szalon, Élet és Irodalom 1995
- 66 híres regény (Szerb Antal: Utas és a holdvilág), Móra Kiadó, 1995
- 7x7 híres mai magyar regény (Márton László: Menedék), Móra Kiadó, 1997
- A Vámkisasszony – Az év novellája, Magyar Napló, 2005
- Ságvári dosszié – A Legfelsőbb Bíróság a jogállam ellen?, Pannonica Kiadó, 2006

### Tankönyvek és jegyzetek
- A közjog alapjai – Ú. M. K. – ZSKF, 2005
- Prológus a XX. századi filozófiatörténethez I., ZSKF, 2007
- A közjog alapjai (második, bővített kiadás), L'Harmattan – ZSKF, 2007
- Prológus a társadalomfilozófiához, ZSKF, 2009
- Az emberi jogok alapjai (Bayer Judittal), L'Harmattan – ZSKF, 2010[2]
- A közjog alapjai, alkotmány – alaptörvény, L'Harmattan –  ZSKF, 2011[2]

## Forrás
- https://uni-milton.hu/oktato/dr-kallai-gabor/